# Dorsal de Norfolk
La dorsal de Norfolk és una dorsal oceànica que s'estén des de Nova Caledònia a Nova Zelanda, a uns 1.300 km de la costa est del continent australià. És a 2.000 m de profunditat mitjana sota el nivell del mar i està constituïda per escorça continental del cretaci superior. És part restant de Zelàndia, un continent submergit que s'enfonsà entre 60 i 80 milions d'anys enrere.
La carena de la dorsal s'orienta cap al sud des de Nova Caledònia fins a Nova Zelanda dins d'una regió d'arcs volcànics antics, altiplans i conques, a cavall de la conca de Nova Caledònia a l'oest i la conca de Norfolk a l'est. La dorsal de Norfolk és en una regió geològicament complexa integrada per un sistema de dorsals i fondalades marines entre la conca del Pacífic (escorça oceànica) i el coninent australià (escorça continental).

## Geologia
La geologia del sistema de dorsals de Norfolk, tant al nord com al sud, ha estat estudiada pels geòlegs amb recerques geofísiques marines que han aportat noves dades de la formació i la història tectònica.
Existeixen alineacions de muntanyes submarines de direcció nord-sud. S'ha investigat l'origen d'alguns dels monts i volcans submarins que formen una lìnia d'uns 670 km a la banda occidental de la dorsal de Norfolk. Les roques extretes de la zona tenen una antigor entre 33 i 21 Ma. Són roques compostes de basalt, però s'ha arribat a la conclusió que no hi ha punts calents progressius i tampoc constitueixen un arc volcànic producte de la subducció, sinó que són estructures antigues originades pel cisallament entre el mantell i l'astenosfera que acabaren alterant la litosfera eocènica.

## Biodiversitat
S'ha estudiat la rellevant biodiversitat existent a les muntanyes submarines de Norfolk. S'ha trobat que hi ha les mateixes espècies a les muntanyes submarines que al talús vessant de Nova Caledònia, i que el major nombre d'espècies s'agrupen al voltant de les muntanyes submarines. Les muntanyes submarines de Norfolk no constitueixen àrees d'endemisme i, des del punt de vista ecològic i també econòmic-pesquer, poden ser zones molt productives amb una gran riquesa i concentració d'espècies.